# Parti des opportunités
Le Parti des Opportunités, ou TOP, acronyme de l'anglais The Opportunities Party, est un parti politique centriste de Nouvelle-Zélande. Il est fondé en 2016 par l'économiste et philanthrope  Gareth Morgan (en). À l'origine, le parti se construit sur l'idée d'une politique fondée sur les preuves. En 2023, il fait notamment campagne  sur la mise en place d'une « justice fiscale » en promettant un « bouleversement fiscal » (notamment en n'imposant les revenus qu'à partir de 15 000 $), la création d'une « carte turquoise » (un programme de de sécurité sociale élargi) pour les jeunes, ainsi que des financement particuliers pour la ville de Christchurch.
Le parti récolte 2,4 % des voix lors des élections générales de 2017, après quoi Gareth Morgan quitte ses fonctions. Il descend à 1,5 % des voix lors des élections générales de 2020 puis remonte à 2,2 % des voix lors des élections générales de 2023. Le parti remporte un poste d'élu pour la première fois lors des élections locales de 2022, avec un membre élu au Conseil communautaire de Featherston dans le district de South Wairarapa.

## Histoire

### Débuts

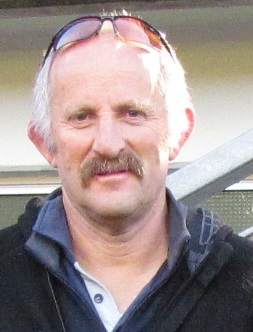
L'économiste Gareth Morgan, fondateur de TOP en 2016.

Le Parti des Opportunités est fondé par l’économiste et philanthrope Gareth Morgan (en) en novembre 2016. Morgan officialise la création du parti le 4 novembre devant le Parlement à Wellington. Le 10 janvier 2017, le parti annonce qu’il compte déjà 2 000 membres et que sa demande d'enregistrement est en cours d'examen. Il annonce également qu'il envisage de présenter des candidats aux prochaines élections,. Le 21 janvier, la Commission électorale publie un avis relatif à la demande d'enregistrement.
Le 1er février 2017, le parti annonce que le chef de cabinet du parti, Geoff Simmons, se présentera à l'élection partielle de Mount Albert le 25 février suivant. Lors de l'élection partielle, David Seymour critique le parti pour avoir offert des voyages en bus gratuits aux électeurs de Mount Albert, ce qu'il considère une infraction à la loi électorale. Cependant, la Commission électorale disculpera le TOP à cet égard. Simmons arrive finalement troisième de ces élections avec 623 votes (4,56 % du total des votes).

### Élections générales de 2017
Le parti est enregistré par la Commission électorale le 6 mars 2017. Le 24 mai 2017, Gareth Morgan dévoile les quatre premiers candidats du parti pour les élections à venir, et annonce le reste des candidats au cours des mois suivants,,.Parmi eux, on trouve notamment l'ancienne candidate du Parti vert Teresa Moore qui a rejoint Geoff Simmons en tant que cheffe adjointe,. La liste finale du TOP est composée de 26 candidats, dont 21 se présentent également dans des circonscriptions électorales.
TOP poursuit Television New Zealand en justice après avoir été exclu des débats électoraux télévisés diffusés sur ses chaînes, mais perd finalement le procès. Le chef du parti, Gareth Morgan, fait l'objet d'une controverse pendant la campagne pour avoir qualifié la cheffe du parti travailliste Jacinda Ardern de « lipstick on a pig » (littéralement « rouge à lèvre sur un cochon »), suggérant que son apparence cachait une absence d'idées. Gareth Morgan a également fait face à de vives réactions après avoir critiqué l'opinion publique pour l'empathie dont il a témoigné à la suite de la mort du chat de Jacinda Ardern. Au sein même du partie, les réactions divergent, par exemple, la candidate du TOP, Jenny Condie déclare : « Ce ne sont pas juste les propos de Gareth, ils reflètent aussi la culture du parti. Il y a un décalage entre les politiques que nous défendons  et la culture du parti : entre ce que nous disons vouloir accomplir et la manière dont nous agissons chaque jour. » En réponse, Gareth Morgan demande la démission de Jenny Condie.
Lors des élections générales de 2017, TOP obtient 2,4 % des voix et ne remporte aucun siège à la Chambre des représentants. Morgan promet de continuer à se battre pour une « Nouvelle-Zélande plus juste » et soutient que le TOP n'est pas un échec étant donné qu'il est alors le cinquième parti du pays.

### Conséquences des élections
En décembre 2017, trois mois après les élections, Gareth Morgan démissionne de son poste de chef du parti. Peu après, le chef adjoint, Geoff Simmons, ainsi que deux candidats démissionnent également de leurs fonctions. Morgan promet que le parti participerait aux élections de 2020, mais qu'il ne serait simplement plus à sa tête.
Dans la semaine qui suit les démissions, les candidates Jessica Hammond Doube et Jenny Condie annoncent la création d'un groupe dissident du TOP temporairement nommé « Next Big Thing » (en français, « Le truc à suivre »). Les deux candidates qui ont été reléguées tout en bas des listes électorales estiment être poussées vers la sortie depuis qu'elles ont critiqué les propos controversés de Gareth Morgan pendant la campagne électorale. Jenny Condie deviendra conseillère à Wellington en 2019, tandis que Jessica Hammond rejoindra à nouveau le TOP en vue des élections de 2020, à la suite d'un changement de culture au sein du parti lors de sa phase de reconstruction.
Le 9 juillet 2018, Gareth Morgan annonce que le conseil d'administration du Parti des opportunités a décidé de dissoudre le parti car celui-ci manquait de temps et de ressources pour se présenter aux élections générales de 2020. Fin juillet, Gareth Morgan et le conseil d'administration du parti annoncent reconsidérer leur décision de dissoudre le parti après avoir reçu des messages de soutien de personnes attachées à son programme. Morgan a également indiqué dans une publication Facebook qu'il était prêt à financer des candidats et des dirigeants favorables au programme du Parti des opportunités[réf. nécessaire].
En août 2018, le Parti des opportunités nomme un nouveau conseil d’administration et Geoff Simmons est nommé chef par intérim. La nouvelle équipe se lance dans une « tournée d'écoute » à travers le pays pour évaluer les réactions des soutiens du parti et établir les futures orientations.
En décembre 2018, une élection interne à la direction est organisée par la société de vote numérique Horizon State. Les candidats à la tête du parti sont alors Geoff Simmons, Donna Pokere-Phillips, Amy Stevens, Anthony Singh et Jessica Hammond-Doube. Une élection a également lieu pour élire le représentant du Conseil. Le 8 décembre 2018, le conseil d'administration annonce que Geoff Simmons est élu et que Donna Pokere-Phillips est la nouvelle représentante du Conseil.

### Élections générales de 2020
Après avoir rassemblé suffisamment de soutiens pour relancer le parti, il opère un rebranding et est réinauguré en octobre 2019. Lors de son discours, Geoff Simmons réitère son appel à la mise en place d'un revenu de base universel, à des avancées en matière d'écologie et de logement, et à « briser le duopole travailliste/national ».
Le TOP place des candidats dans plusieurs circonscriptions. L'électorat d'Ōhāriu (banlieue de Wellington) fait l'objet d'une attention particulière : leur candidate d'Ōhāriu, Jessica Hammond Doube, déclare notamment que TOP a l'intention d'investir une part importante de ses ressources dans cette campagne, car le parti considérait que ce serait le seul siège qu'il serait en mesure de remporter. Elle perd cependant le siège face au représentant sortant Greg O'Connor avec un écart de 18 494 voix. Avec 4 443 voix, elle arrive troisième.
Geoff Simmons se présente à Rongotai et arrive quatrième avec 3 387 voix sur 45 649 exprimées. Au début de sa campagne pour la circonscription, sur une de ses affiches de campagne, le nom de la banlieue avait été orthographié « Rongatai » au lieu de Rongotai.
Le parti remporte 43 449 voix lors des élections, soit 1,5 % des votes. Lors de l'assemblée générale annuelle du parti qui se tient le 3 novembre 2020, la première après la publication des résultats préliminaires, Geoff Simmons démissionne de son poste de chef du parti et Shai Navot le remplace en tant que cheffe par intérim.
Le 27 janvier 2022, l'ancien conseiller municipal de Christchurch et candidat indépendant de la circonscription d'Ilam, Raf Manji, est nommé chef du parti,.

### Élections locales de 2022
Pour la première fois, le parti présente quatre candidats aux élections locales de 2022. Au terme de la campagne, John Dennison devient le premier représentant élu du parti en remportant un siège au conseil communautaire de Featherston dans le district de South Wairarapa.

### Élections générales de 2023
En mai 2023, TOP se situe entre 1 % et 2 % dans les sondages d’opinion. Raf Manji considère alors que le parti devra gagner la circonscription d'Ilam s'il veut siéger au Parlement. Le chef du parti s'était déjà présenté dans la circonscription aux élections de 2017 sans étiquette et était arrivé deuxième. Au cours de la campagne de 2023 il déclare notamment : « Vous avez le choix entre un député d'arrière-ban du Parti travailliste, un député d'arrière-ban du Parti national ou l'ancien conseiller municipal du quartier qui sait ce qui ne va pas ». Le 4 août 2023, le TOP annonce sa nouvelle liste de dans laquelle il présente 13 candidats dans des circonscriptions. Le même jour, Natalia Albert est nommée cheffe adjointe du parti.
Lors des élections générales de 2023, le TOP reçoit 2,22 % des voix au vote des partis. Il ne réussit ni à remporter de sièges dans les circonscriptions ni à atteindre le minimum de 5 % nécessaire pour siéger au Parlement. Raf Manji arrive deuxième à Ilam, avec 10 863 voix contre 18 693 voix pour le candidat du Parti national Hamish Campbell.
Lors de l'assemblée générale annuelle du parti, le 3 décembre 2023, Raf Manji quitte ses fonctions de chef de parti.